# Пазялка
Пазя́лка (рос. Пазялка) — річка в Удмуртії (Можгинський район), Росія, ліва притока Вали.
Довжина річки становить 13 км. Бере початок за 2 км на південний захід від присілку Пазял-Зюм'я, впадає до Вали за 2 на схід від присілку Пазял. Річка протікає на північний схід, біля гирла повертає на схід. Через річку збудовано автомобільний міст між присілками Полянське та Пазял. В останньому створено ставок.
Над річкою розташовані присілки Пазял-Зюм'я, Полянське та Пазял.